# Vera-Ellen
Vera-Ellen (Norwood, 1921. február 16. – Los Angeles, 1981. augusztus 30.), amerikai táncosnő, színésznő.

Emlékezetes szólótáncos volt. Fred Astaire, Gene Kelly, Danny Kaye, Donald O’Connor partnereként, valamint az On the Town (1949) című filmben Gene Kelly mellett nyújtott szerepével, és a White Christmasban Danny Kaye-jel (1954) − alakításait a filmtörténet is megőrizte.

## Élete és pályafutása
Apja zongorakereskedő volt. Amikor a választott nevéről kérdezték, elmondta, hogy születése elött anyja megálmodta ezt a Vera-Ellen nevet.
Tíz éves korától tanult táncolni a Hessler Dancing Schoolban és a Serova School of Dancingben New Yorkban. Tinédzserként megnyert egy rádiós tehetségkutató versenyt. Eleinte kisebb színpadokon, éjszakai klubokban és zenetermekben lépett fel. Sikereket  musicalekben és revükben. 1939-ben debütált a Broadwayon.
1944-ben Samuel Goldwyn szerződtette: főszerepet kapott Danny Kaye The Wonderman című filmjében. Egy következő Danny Kaye musical-komédiában már nagy sikert aratott. Gene Kelly filmjében, Ivy Smith szerepével is kitűnt az On the Town című filmmel.
A következő néhány évben Bing Crosby, Frank Sinatra és Fred Astaire mellett volt látható. 1954-ben Crosby és Danny Kaye mellett ő játszotta a női főszerepet a White Christmas című filmben, ami akkor az év legtöbb bevételt hozó filmje volt.
Egy gyermeke volt, aki 1963-ban hirtelen csecsemőhalált halt. E sorscsapás után  visszavonult a nyilvánosságtól.
A hollywoodi Hírességek Sétányán csillagot kapott.
1981-ben, 60 évesen hunyt el rákbetegségben.

## Filmográfia
- 1945: Wonder Man
- 1946: The Kid from Brooklyn
- 1946: Three Little Girls in Blue
- 1947: Carnival in Costa Rica
- 1948: Words and Music
- 1949: Love Happy
- 1949: On the Town
- 1950: Three Little Words
- 1951: Happy Go Lovely
- 1952: The Belle of New York
- 1953: Call Me Madam
- 1953: Big Leaguer
- 1954: White Christmas
- 1957: Let's Be Happy

## Színpadi szerepek
- 1939: Very Warm for May
- 1940: Higher and Higher
- 1940: Panama Hattie
- 1942: By Jupiter
- 1943: A Connecticut Yankee

## Díjak
- Csillag a Hollywoodi Hírességek Sétányán (Hollywood Walk of Fame).